# Amphiporus racovitzai
Amphiporus racovitzai är en djurart som tillhör fylumet slemmaskar, och som beskrevs av Heinrich Bürger 1904. Amphiporus racovitzai ingår i släktet Amphiporus och familjen Amphiporidae. Inga underarter finns listade i Catalogue of Life.